# فیلیپ (میسیسیپی)
فیلیپ (به انگلیسی: Philipp) یک منطقهٔ مسکونی در ایالات متحده آمریکا است که در شهرستان تالاهاتچی، میسیسیپی واقع شده‌است. فیلیپ ۴۷٫۸۵ متر بالاتر از سطح دریا واقع شده‌است.